# روی فاریا
روی فیلیپه داکونها فاریا (پرتغالی: Rui Filipe da Cunha Faria؛ متولد ۱۴ ژوئن ۱۹۷۵) یا روی فاریا، مربی فوتبال پرتغالی است که بیشتر به واسطه همکاری طولانی مدت با ژوزه مورینیو شناخته می‌شود.
روی فاریا در بهمن ماه ۹۸ به دلایل شخصی از سمت سرمربیگری الدحیل قطر استعفا داد.

## افتخارات

### سرمربی
الدحیل
جام امیر قطر: ۲۰۱۹